# Крайтор Віктор Михайлович
Віктор Михайлович Крайтор (20 травня 1971, м. Первомайськ, Миколаївська обл.) — полковник, начальник Управління Служби безпеки України в Хмельницькій області з 15 травня 2013 року по 3 березня 2014 року.

## Життєпис
Закінчив НАСБУ. У 2012—2013 роках згаданий у документах як начальник управління Департаменту контррозвідувального захисту економіки держави СБУ..
Начальник Управління Служби безпеки України в Хмельницькій області з 15 травня 2013 року по 3 березня 2014 року.

## Хмельницька трагедія 19 лютого 2014 року
19 лютого 2014 року біля Управління Служби безпеки у Хмельницькій області під час пікету будівлі невстановлені особи (можливо, представники СБУ) застрелили двох людей — 71-річну Людмилу Шеремет і 21-річного Дмитра Пагора. Ще четверо мітингарів отримали вогнепальні поранення. Чимало постраждалих було й з боку СБУ. Як заявив Будовіцький Анатолій Миколайович, начальник управління СБУ у Хмельницькій області з 2014 року: «В результаті тих подій і серед співробітників СБУ є постраждалі. Є поранення і отруєння. Вони ще й досі проходять лікування. Опісля тих подій за медичною та психологічною допомогою до лікарів звернулося близько 40 людей. І навіть зараз дехто з них проходить лікування».
Провину за скоєне тоді публічно взяв на себе голова управління Віктор Крайтор, який тут же написав заяву про звільнення. Підозрюваним у справі про розстріли біля СБУ у Хмельницькій області був саме Віктор Крайтор. Йому загрожувало до 10 років ув'язнення.
Нині у цій справі Крайтор проходить як свідок. Військова прокуратура зняла із Крайтора усі обвинувачення.
20 березня 2015 року прокурор військової прокуратури Західного регіону України прийняв постанову про закриття кримінального провадження щодо начальника УСБУ в Хмельницькій області Віктора Крайтора. Його підозрювали у вчиненні злочинів, передбачених частиною 3 статті 424 та частиною 3 статті 365 Кримінального кодексу: перевищення влади або службових повноважень, тобто умисне вчинення службовою особою дій, які явно виходять за межі наданих їй прав чи повноважень, якщо вони спричинили тяжкі наслідки. Такі злочини караються позбавленням волі на строк від семи до десяти років з позбавленням права обіймати певні посади чи займатися певною діяльністю на строк до трьох років..
Однак у лютому 2017 року Генпрокуратура відновила розслідування у справі Крайтора.
Як заявив начальник управління спецрозслідувань Генпрокуратури Сергій Горбатюк: «Військова прокуратура Західного регіону висунула версію, що перше вбивство здійснили не працівники СБУ, а мітингувальники. Попередні висновки, які зроблені слідчими військової прокуратури — що начебто постріл здійснив хтось із протестувальників, який перебував у тому ж прибудованому приміщенні до приміщення СБУ. Це взагалі, на мою думку, на голову не налазить», — сказав прокурор..
Разом із тим, адвокат потерпілих Євгенія Закревська переконана, що військова прокуратура свідомо руйнувала розслідування.
Станом на серпень 2017 року Крайтор працював в одному з управлінь СБУ і обіймав посаду на державному підприємстві «Украерорух»..